# 桐源乡
桐源乡，是中国江西省抚州市临川区所辖的一个乡。

## 行政区划
桐源乡下辖以下村级行政区划单位
桐源村、郑坊村、党溪村、青坑村、塘东村、池溪村、新塘村、大田村、水源村、圳口村、岭西村、黄源村和东坊村。